# جون برينتس
جون برينتس (بالإنجليزية: John Prentice)‏ (2 أغسطس 1926 في المملكة المتحدة - 10 فبراير 2006 في أستراليا) هو مدرب كرة قدم ولاعب كرة قدم بريطاني (وحمل سابقاً جنسية المملكة المتحدة لبريطانيا العظمى وأيرلندا) في مركز الدفاع. لعب مع نادي دمبرتون ونادي رينجرز ونادي فالكيرك وهارت أوف ميدلوثيان ورابطة كرة القدم الاسكتلندية الحادية عشر ‏.